# 温水駅
温水駅（オンスえき）は、大韓民国ソウル特別市九老区水宮洞にある、韓国鉄道公社（KORAIL）とソウル交通公社の駅。

## 利用可能な鉄道路線
韓国鉄道公社
 1号線（京仁線） - 駅番号は145
ソウル交通公社
 7号線 - 駅番号は750

## 歴史
- 1988年1月20日 - 鉄道庁（当時）京仁線の駅として開業。
- 1999年1月29日 - 京仁線の駅舎が現在の駅舎に移転。
- 2000年2月29日 - ソウル特別市都市鉄道公社（当時）7号線の駅が開業。
- 2005年
  - 1月1日 - 鉄道庁の改組とともに公社化され、京仁線が韓国鉄道公社の駅になる。
  - 3月2日 - 7号線・温水～富平区庁間10.2kmが着工。
- 2012年10月27日 - 7号線が富平区庁駅まで延伸開業し、途中駅となった。
- 2017年5月31日 - ソウル特別市都市鉄道公社とソウルメトロが統合され、7号線はソウル交通公社の駅となる。

## 駅構造

### 韓国鉄道公社
島式ホーム2面4線の地上駅で橋上駅舎を有する。緩行線ホームのみフルスクリーンタイプのホームドアが設置されている。ホーム両端に7号線との連絡階段がある。ホーム梧柳洞寄りに改札口方面への階段がある。
改札口は2ヶ所あり、化粧室は改札外に1ヶ所ある。出入口は1番・3番・7番・8番の合計4ヶ所ある。

#### のりば
| 1 | 1号線（京仁線） | 緩行（上り）       | 九老・ソウル駅・清凉里・議政府・逍遥山方面 |
| 2 | 1号線（京仁線） | 特急・急行（上り） | 全列車通過                                 |
| 3 | 1号線（京仁線） | 特急・急行（下り） | 全列車通過                                 |
| 4 | 1号線（京仁線） | 緩行（上り）       | 富川・富平・朱安・仁川方面                 |

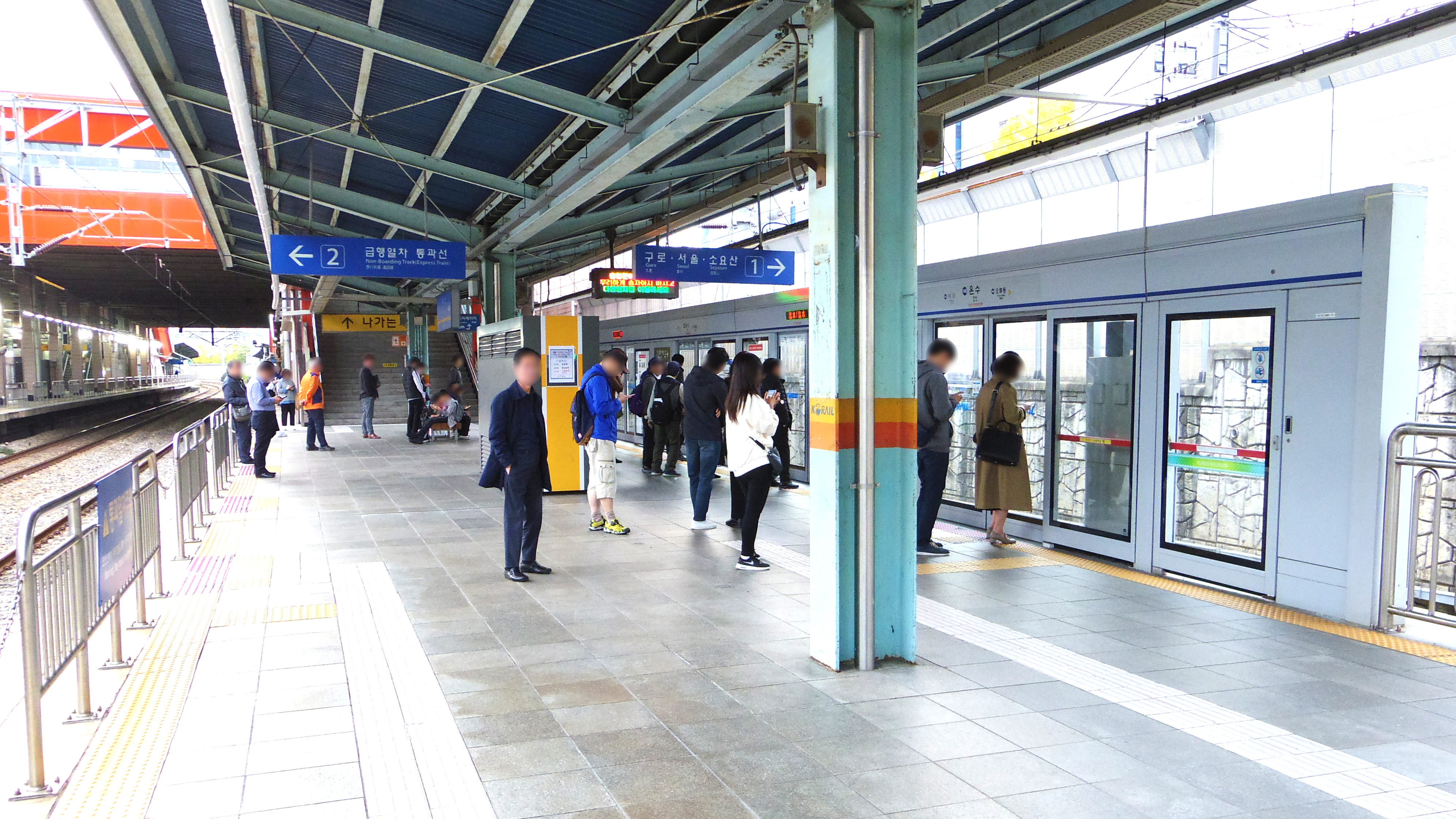
1番・2番（龍山・ソウル方面）ホーム

### ソウル交通公社
島式ホーム2面3線を有する地下駅で、フルスクリーンタイプのホームドアが設置されている。ホーム両端に京仁線との連絡階段がある。ホーム中程に改札口方面への階段及びエレベータがある。
改札口は2ヶ所あり、化粧室は改札外に1ヶ所ある。出入口は2番・4番から6番の合計4ヶ所ある。

#### のりば
2番線と3番線は線路共用である。
| 1・2 | 7号線 | 大林・高速ターミナル・建大入口・道峰山・長岩方面 |
| 3    | 7号線 | 当駅終着                                         |
| 4    | 7号線 | 富川市庁・富平区庁方面                           |

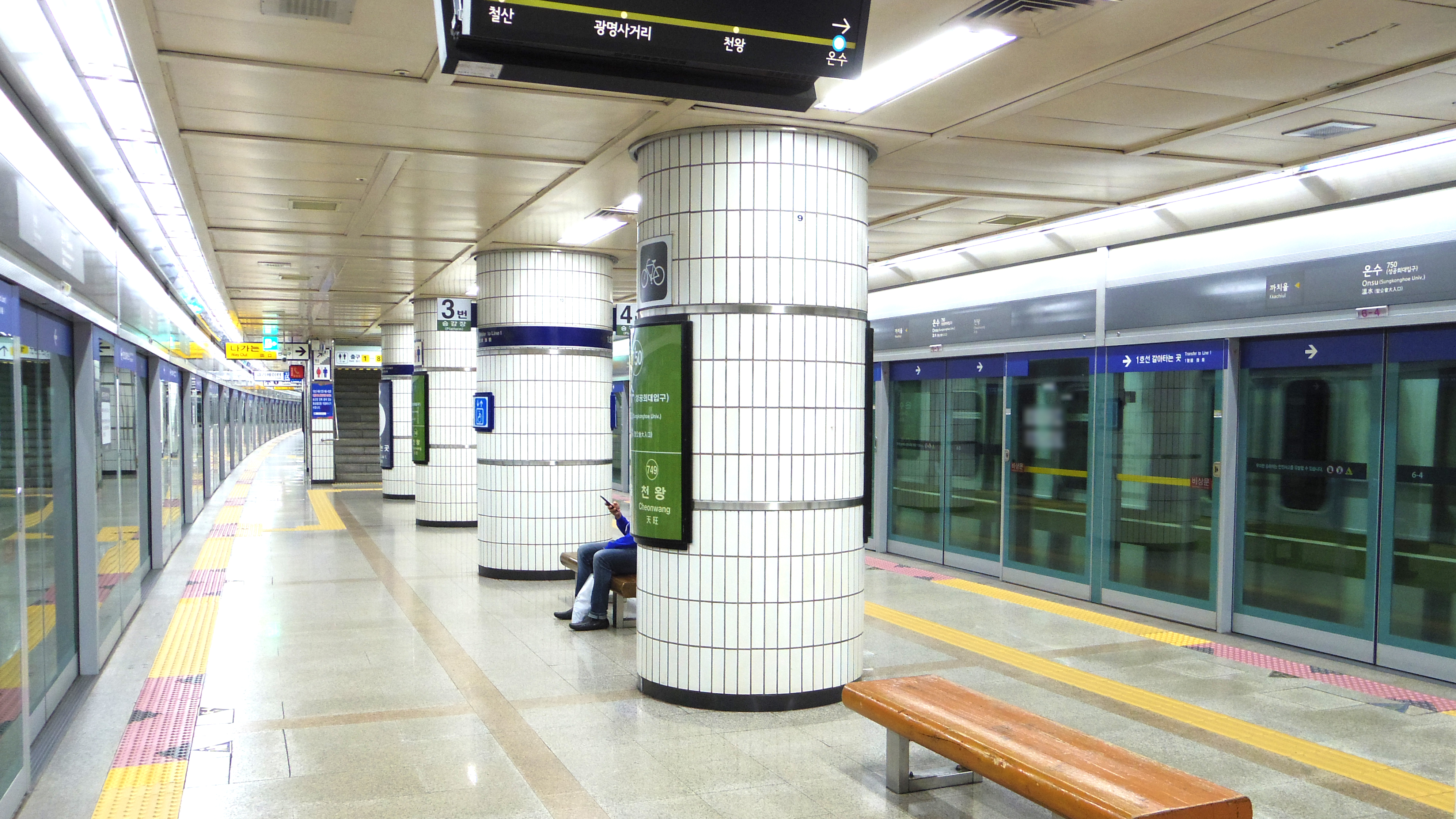
3番・4番（富平区庁方面）ホーム

## 利用状況
近年の1日平均利用人員推移は下記のとおりである。
| 年     | 1号線            | 1号線            | 7号線            | 7号線            | 出典 |
| 年     | 1日平均 乗降人員 | 1日平均 乗車人員 | 1日平均 乗降人員 | 1日平均 乗車人員 | 出典 |
| ------ | ---------------- | ---------------- | ---------------- | ---------------- | ---- |
| 2000年 | 13,817           | 7,849            | 6,532            | 3,303            |      |
| 2001年 | 17,548           | 8,889            | 9,285            | 4,863            |      |
| 2002年 | 19,074           | 9,673            | 10,194           | 5,391            |      |
| 2003年 | 19,678           | 10,212           | 11,204           | 5,830            |      |
| 2004年 | 14,246           | 7,204            | 11,447           | 6,022            |      |
| 2005年 | 15,209           | 7,764            | 12,362           | 6,519            |      |
| 2006年 | 14,880           | 7,230            | 13,240           | 7,077            |      |
| 2007年 | 14,885           | 7,641            | 14,070           | 7,524            |      |
| 2008年 | 14,774           | 7,584            | 15,067           | 8,012            |      |
| 2009年 | 14,806           | 7,598            | 16,234           | 8,635            |      |
| 2010年 | 15,650           | 8,063            | 18,848           | 10,083           |      |
| 2011年 | 16,567           | 8,493            | 20,175           | 10,753           |      |
| 2012年 | 16,603           | 8,515            | 21,194           | 11,220           |      |
| 2013年 | 15,747           | 8,053            | 22,066           | 11,334           |      |
| 2014年 | 15,528           | 7,990            | 22,024           | 11,314           |      |
| 2015年 | 15,609           | 7,998            | 21,482           | 11,044           |      |
| 2016年 | 15,865           | 8,119            | 21,426           | 10,983           |      |
| 2017年 | 15,400           | 7,851            | 20,855           | 10,640           |      |
| 2018年 | 15,670           | 7,948            | 21,145           | 10,771           |      |

## 駅周辺
- 芸林デザイン高等学校（朝鮮語版）
- 九老女子情報産業高等学校
- 東谷初等学校（朝鮮語版）
- 西ソウル生活科学高等学校（朝鮮語版）
- ソウルラグビー場
- ソウル梧亭初等学校（朝鮮語版）
- ソウル温水初等学校（朝鮮語版）
- ソウル精進学校（朝鮮語版）
- 聖公会大学校
- サン・ビエトロ学校（朝鮮語版）
- 修女院
- 温水公団
- 宇信中学校（朝鮮語版）
- 宇信高等学校（朝鮮語版）
- 世宗化学高等学校（朝鮮語版）
- 柳韓工業高等学校（朝鮮語版）
- 柳韓大学校（朝鮮語版）
- ソウル交通ネットワーク（朝鮮語版）温水洞事業所

## 隣の駅
韓国鉄道公社
 1号線（京仁線）
特急・急行　
通過　
緩行
梧柳洞駅 (144) - 温水駅 (145) - 駅谷駅 (146)
ソウル交通公社
 7号線
天旺駅 (749) - 温水駅 (750) - カチウル駅 (751)